# Arealteori för polygoner
Regelbundna polygoner har länge fascinerat matematiker för deras regelbundna uppbyggnad. I en regelbunden polygon är alla sidor lika långa, och likaså är alla hörnvinklarna densamma.
Nedan nämnda formel beskriver arean av en liksidig polygon:
{\displaystyle A={\frac {n\times a\times s}{2}}}
där n betecknar antalet sidor, a betecknar sidornas längd och s betecknar avståndet från polygonens centrum till dess sidor. Ovannämnda formel kan bevisas genom att dela upp polygonen i n lika stora trianglar och sedan utnyttja formeln för arean av en triangel. Två varianter på denna formel är
{\displaystyle A={\frac {p\times a}{2}}}
och
{\displaystyle A={\frac {n\times \tan(90^{\circ }{\frac {n-2}{n}})\times s^{2}}{4}}}
där p betecknar polygonens omkrets. Den första av dessa formler följer från att {\displaystyle p=n\times s} och den andra följer från att {\displaystyle a=s\times tan(180^{\circ }{\frac {n-2}{n}})}.